# Turmhügel Lehsen
Der Turmhügel Lehsen ist eine abgegangene Turmhügelburg (Motte) im Park des Gutshauses in Lehsen bei Wittenburg im Landkreis Ludwigslust-Parchim in Mecklenburg-Vorpommern.
Auf dem Turmhügel der von einem Wassergraben umgebenen Mottenanlage befindet sich die Grabkapelle der Familie von Laffert mit Kastanienallee. Auf dem Gelände befindet sich ein weiterer Turmhügel.